# Sylvestre Ilunga Ilukamba
Sylvestre Ilunga Ilukamba   (Katanga, 28 de març de 1947) és un polític congolès que va ser nomenat primer ministre de la República Democràtica del Congo el maig de 2019. Ha tingut una llarga carrera política des dels anys 70, havent ocupat diversos càrrecs en gabinets ministerials, i ha estat professor a la Universitat de Kinshasa des de 1979. Ilunga també ha estat secretari general de la Societat Nacional de Ferrocarrils del Congo. Té reputació com a servidor públic experimentat i com a tecnòcrata, i se'l relaciona amb l'expresident Joseph Kabila.

## Biografia
Sylvestre Ilunga va néixer el 1947 a la província de Katanga (avui província d'Alt Katanga des de la partició de 2015). Forma part de l'ètnia luba de Katanga, igual que el president Kabila. Ilunga va treballar com a professor d'economia a la Universitat de Kinshasa des de 1979. Va començar en política el 1970 i des de llavors va ocupar diversos càrrecs al govern al llarg dels anys 80 i 90, en particular els càrrecs de ministre de Planificació (1990) i ministre de Finances (1990–1991) sota el règim de Mobutu Sese Seko. Després de la caiguda del règim de Mobutu, Ilunga va abandonar el país i va establir una companyia minera a Sud-àfrica el 1993. Tornaria a la República Democràtica del Congo una dècada més tard. Des de la dècada de 1990, ha estat jubilat en gran part, excepte per haver estat nomenat en 2014 com el cap del SNCC (Société Nationale des Chemins de fer du Congo), la companyia ferroviària nacional de la República Democràtica del Congo. Va ser assessor econòmic del jove president Joseph Kabila a principis del seu mandat i va supervisar la implementació de les reformes ordenades pel Banc Mundial i per l'FMI, inclosa la privatització d'alguns actius del govern.
El 20 de maig de 2019, a l'edat de 72 anys, va ser designat primer ministre de la República Democràtica del Congo en un acord negociat pel president Félix Tshisekedi i la coalició governant del Front Comú pel Congo al parlament del país, aliats amb l'antecessor de Tshisekedi, Joseph Kabila.
El nou gabinet es va establir formalment a finalitats d'agost de 2019.